# Демирчидам
Демирчидам (азерб. Dəmirçidam) — село в Кельбаджарском районе Азербайджана.
Уроженцем Демирчидама является азербайджанский поэт-сказитель — Ашуг Шамшир.

## География
Расположено на расстоянии 28 км к северу от районного центра Кельбаджара. Ближайшие соседние села: Сейидляр (к западу) и Джамилли (к северу).

## История
Демирчидам основан в начале XIX века выходцами из Шыныха (современный Кедабекский район Азербайджана). Позже, уже выходцами из Демирчидама  были основаны сёла Агдабан и Чайговушан современного Кельбаджарского района. 
По материалам издания «Административное деление АССР», подготовленных в 1933 году Управлением народно-хозяйственного учёта АССР (АзНХУ), по состоянию на 1 января 1933 года Дамирчидам являлся одним из сёл Сеидларского сельсовета Кельбаджарского района Азербайджанской ССР. Население численностью 256 человек (50 хозяйств, 110 мужчины и 146 женщин). Национальный состав всего Сеидларского сельсовета, включавшего также населённые пункты (Бабашлар, Чахлы, Джамилли, Лев, Канлыкент, Сеидлар — центр, Текекая) на 99,7% состоял из тюрков (азербайджанцев).
По сведениям 1960-х годов село Демирчидам было населено этнографической группой азербайджанцев — айрумами.
С 1993 по 2020 годы село находилось под контролем непризнанной Нагорно-Карабахской Республики, включившей Демирчидам в состав Шаумяновского района НКР. Согласно резолюциям ООН село, как и весь Кельбаджарский район считались оккупированными. После окончания Второй карабахской войны 25 ноября 2020 года на основании трёхстороннего соглашения между Азербайджаном, Арменией и Россией от 10 ноября 2020 года Кельбаджарский район возвращён под контроль Азербайджана.
До оккупации села основными занятиями жителей являлись животноводство, пчеловодство и выращивание табака. Из инфраструктуры имелись средняя школа, детский сад, клуб, библиотека, дом культуры, медицинский пункт.